# LIN7A
LIN7A (англ. Lin-7 homolog A, crumbs cell polarity complex component) – білок, який кодується однойменним геном, розташованим у людей на короткому плечі 12-ї хромосоми. Довжина поліпептидного ланцюга білка становить 233 амінокислот, а молекулярна маса — 25 997.
| 10         |  | 20         |  | 30         |  | 40         |  | 50         |
| ---------- |  | ---------- |  | ---------- |  | ---------- |  | ---------- |
| MLKPSVTSAP |  | TADMATLTVV |  | QPLTLDRDVA |  | RAIELLEKLQ |  | ESGEVPVHKL |
| QSLKKVLQSE |  | FCTAIREVYQ |  | YMHETITVNG |  | CPEFRARATA |  | KATVAAFAAS |
| EGHSHPRVVE |  | LPKTDEGLGF |  | NVMGGKEQNS |  | PIYISRIIPG |  | GVAERHGGLK |
| RGDQLLSVNG |  | VSVEGEHHEK |  | AVELLKAAKD |  | SVKLVVRYTP |  | KVLEEMEARF |
| EKLRTARRRQ |  | QQQLLIQQQQ |  | QQQQQQTQQN |  | HMS        |  |            |

A: Аланін

C: Цистеїн

D: Аспарагінова кислота

E: Глутамінова кислота

F: Фенілаланін

G: Гліцин

H: Гістидин

I: Ізолейцин

K: Лізин

L: Лейцин

M: Метіонін

N: Аспарагін

P: Пролін

Q: Глутамін

R: Аргінін

S: Серин

T: Треонін

V: Валін

Задіяний у таких біологічних процесах, як транспорт, транспорт білків, екзоцитоз. 
Локалізований у клітинній мембрані, мембрані, клітинних контактах, щільних контактах, синапсах, синаптосомах.